# Dietmar Constantini
Dietmar Constantini (Innsbruck, Austria, 30 de mayo de 1955-18 de diciembre de 2024) fue un futbolista y entrenador de fútbol austriaco que jugó en las posiciones de defensa central y centrocampista.

## Carrera

### Jugador
| Periodo   | Club                |
| --------- | ------------------- |
| 1975-1979 | SSW Innsbruck       |
| 1979-1980 | LASK Linz           |
| 1980–1981 | SPG Raika Innsbruck |
| 1981–1982 | AO Kavala           |
| 1982–1984 | FC Union Wels       |
| 1984–1985 | Favoritner AC       |
| 1986–1987 | Wiener SC           |

### Selección nacional
Jugó para Austria U18 en una ocasión en 1972.

### Entrenador
| Club            | Desde                    | Hasta                   | Récord | Récord | Récord | Récord | Récord               | Récord |
| Club            | Desde                    | Hasta                   | P      | G      | E      | P      | Ref.                 |        |
| --------------- | ------------------------ | ----------------------- | ------ | ------ | ------ | ------ | -------------------- | ------ |
| Austria         | 16 de octubre de 1991    | 13 de noviembre de 1991 | 2      | 0      | 0      | 2      | [ 1 ]                |        |
| Austria         | 18 de noviembre de 1992  | 18 de noviembre de 1992 | 1      | 0      | 1      | 0      | [ 1 ]                |        |
| LASK Linz       | 12 de marzo de 1993      | 30 de junio de 1993     | 13     | 5      | 6      | 2      | [ 3 ]                |        |
| Admira Wacker   | 1 de julio de 1993       | 30 de junio de 1995     | 83     | 33     | 21     | 29     | [ 5 ] [ 6 ]          |        |
| Tirol Innsbruck | 1 de julio de 1995       | 30 de junio de 1997     | 85     | 39     | 19     | 27     | [ 8 ] [ 9 ]          |        |
| Mainz 05        | 16 de septiembre de 1997 | 8 de abril de 1998      | 20     | 4      | 10     | 6      | [ 10 ]               |        |
| Austria Wien    | 22 de diciembre de 2001  | 30 de junio de 2002     | 16     | 8      | 4      | 4      | [ 12 ]               |        |
| Kärnten         | 27 de octubre de 2003    | 18 de enero de 2004     | 6      | 1      | 0      | 5      | [ 14 ]               |        |
| Pasching        | 7 de marzo de 2006       | 5 de junio de 2006      | 14     | 9      | 3      | 2      | [ 16 ]               |        |
| Pasching        | 25 de octubre de 2006    | 31 de mayo de 2007      | 24     | 9      | 5      | 10     | [ 17 ]               |        |
| Austria Wien    | 20 de marzo de 2008      | 31 de mayo de 2008      | 6      | 4      | 1      | 1      | [ 18 ]               |        |
| Austria         | 4 de marzo de 2009       | 31 de diciembre de 2011 | 27     | 8      | 4      | 15     | [ 21 ] [ 22 ] [ 23 ] |        |
| Total           | Total                    | Total                   | 297    | 120    | 74     | 103    | —                    |        |

## Muerte
Constantini murió el 18 de diciembre de 2024 a los 69 luego de sufrir varios años de demencia.